# Olga Wladimirowna Borodina

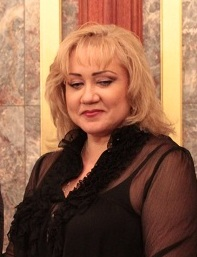
Olga Wladimirowna Borodina (2012).

Olga Wladimirowna Borodina (russisch Ольга Владимировна Бородина; geboren am 29. Juli 1963 in Leningrad) ist eine russische Opernsängerin (Mezzosopran).

## Leben und Werk
Eine „zu uninteressante Stimme“, hörte die junge Olga Borodina, als sie an der Musikschule des Leningrader Konservatoriums vorsang. Es bedurfte dreier Anläufe, bis sie zum Gesangsstudium zugelassen wurde.
Olga Borodina debütierte 1992 am Royal Opera House Covent Garden an der Seite von Plácido Domingo – als Dalila in Samson et Dalila. Sie kehrte häufig an dieses Haus zurück und war öfter an Scala und Met, in San Francisco, Washington und Chicago, bei den Salzburger Festspielen, in Rom, Ravenna, am Liceu in Barcelona und an der Opéra National de Paris engagiert. Ihr Stammhaus ist das Mariinski-Theater in Sankt Petersburg.

### Rollen
Borodina verfügt über ein breites Repertoire und ist für ihre samtene Stimme bekannt. Sie singt vorzugsweise russische, französische und italienische Opern, fallweise auch Liederabende.
Zu ihren wichtigsten Rollen zählen La Cenerentola, die Eboli im Don Carlos, die Fürstin in Adriana Lecouvreur und die Amneris in Aida im italienischen Fach, Carmen und die Marguérite in La damnation de Faust auf Französisch, sowie die Marfa in Chowanschtschina, die Olga in Eugen Onegin, sowie die Marina in Boris Godunow.

### Aufnahmen
Die Stimme von Olga Borodina ist auch auf zahlreichen CD- und DVD-Aufnahmen dokumentiert. Besondere beachtet wurde das russische Repertoire, welches sie überwiegend mit Chor und Orchester des Mariinski-Theaters unter
Valery Gergiev einspielte, darunter Mussorgskis Boris Godunow und Chowanschtschina, Prokofjews Krieg und Frieden und Nikolai Andrejewitsch Rimski-Korsakows Die Zarenbraut. Ihre russische Herkunft ist der Sängerin sehr wichtig:

"I'm one of the mad people who need their roots. I take nourishment from my native land, my motherland. I want my children to study in Russia, because they are Russian. I think this is tremendously important. But life in St Petersburg is becoming tougher by the day and the Russian spirit, the spirituality that was part and parcel of Russian culture, is almost not there any more."

Details zu Aufnahmen (Auswahl):
Sergei Sergejewitsch Prokofjew:
- Ivan der Schreckliche
Oratorium für Alt, Bass, Knabenchor, Chor und Orchester nach der gleichnamigen Filmmusik (1942–1944). Zusammengestellt von Abram Stassewitsch (1962). Mitwirkende: Olga Borodina (Alt), Ildar Abdrazakov (Bass), Rundfunkchor Berlin, Staats- und Domchor Berlin, Deutsches Symphonie-Orchester Berlin, Tugan Sokhiev (Dirigent). (Sony 2014)

### Skandale
Die Borodina gilt als kapriziöse Diva:
- 2003 verließ sie die Proben der Robert-Wilson-Inszenierung von Aida am Royal Opera House Covent Garden, weil sie mit dem Dirigenten Antonio Pappano unzufrieden war. O-Ton Borodina: „eine zu fremdartige Annäherung an diese Oper“.[5] Die Amneris übernahm Ildikó Komlósi.
- 2004 zog sie sich kurzfristig aus einer Carmen-Produktion an der Scala zurück, weil die Rezitative gesprochen und nicht gesungen wurden.[6] An ihrer Stelle sang Julia Gertseva.
- 2006 löste die Direktion der Wiener Staatsoper – am Tag der Premiere von L’italiana in Algeri – den Vertrag mit der Borodina „für diese und alle anderen Produktionen“, nachdem es während der Proben zu massiven Unstimmigkeiten gekommen war.[7] Einspringerin war Kammersängerin Agnes Baltsa.

Das Debüt der Borodina an der Wiener Staatsoper erfolgte unter neuer Direktion im März 2013. Sie sang die Amneris in Aida, Dirigent war Pinchas Steinberg.

### Familie
Olga Borodina hat drei Kinder und war in dritter Ehe mit dem 14 Jahre jüngeren Bass Ildar Abdrasakow verheiratet.

## Auszeichnungen
- 1989 Preisträgerin des Francisco Vinas-Gesangswettbewerbs in Barcelona[8]
- 1998 Goldmedaille der Rosa Ponselle Vocal Competition[9]
- 2002 Volkskünstlerin Russlands
- 2006 Staatspreis der Russischen Föderation[10]
- 2007 Opera News Award
- 2011 Grammy Award für bestes klassisches Album – Verdis Messa da Requiem